# Yabru
Yabru, Jabru o Gabru es un dios del panteón elamita que los mesopotámicos equiparaban a su dios supremo acadio Anu (o An), dios del cielo, señor de las constelaciones, rey de los dioses, con lo que probablemente se trataría del dios supremo de la religión elamita.
Aunque se presupone que la religión y dioses elamitas serían bastante parecidos a los de su entorno, apenas se conserva documentación sobre los mismos, por lo que hay que trabajar con mitología comparada como la que 
establece que “Jabru” o “Gabru” puede identificarse con el arcángel Gabriel.